# Life, Above All
Life, Above All es una película dramática sudafricana de 2010 dirigida por Oliver Schmitz. Fue exhibida en la sección Un Certain Regard en el Festival Internacional de Cine de Cannes de 2010 y fue seleccionada como la representante sudafricana en la categoría de mejor película extranjera en la edición 83 de los Premios Óscar en febrero de 2011. La película es una adaptación de la novela de 2004 Chanda's Secrets del autor y dramaturgo canadiense Allan Stratton.[cita requerida]

## Reparto
- Khomotso Manyaka es Chanda Kabelo
- Keaobaka Makanyane es Esther Macholo
- Harriet Lenabe es Tafa
- Lerato Mvelase es Lillian
- Tinah Mnumzana es Lizbet
- Aubrey Poolo es Jonah
- Mapaseka Mathebe es Iris
- Thato Kgaladi es Soly
- Kgomotso Ditshweni es Dudu
- Rami Chuene es Ruth

## Recepción
El filme fue bien recibido por la crítica especializada. En Rotten Tomatoes cuenta con un 82% de aprobación basada en 71 reseñas, con un rating promedio de 7.02 sobre 10.